# 表带

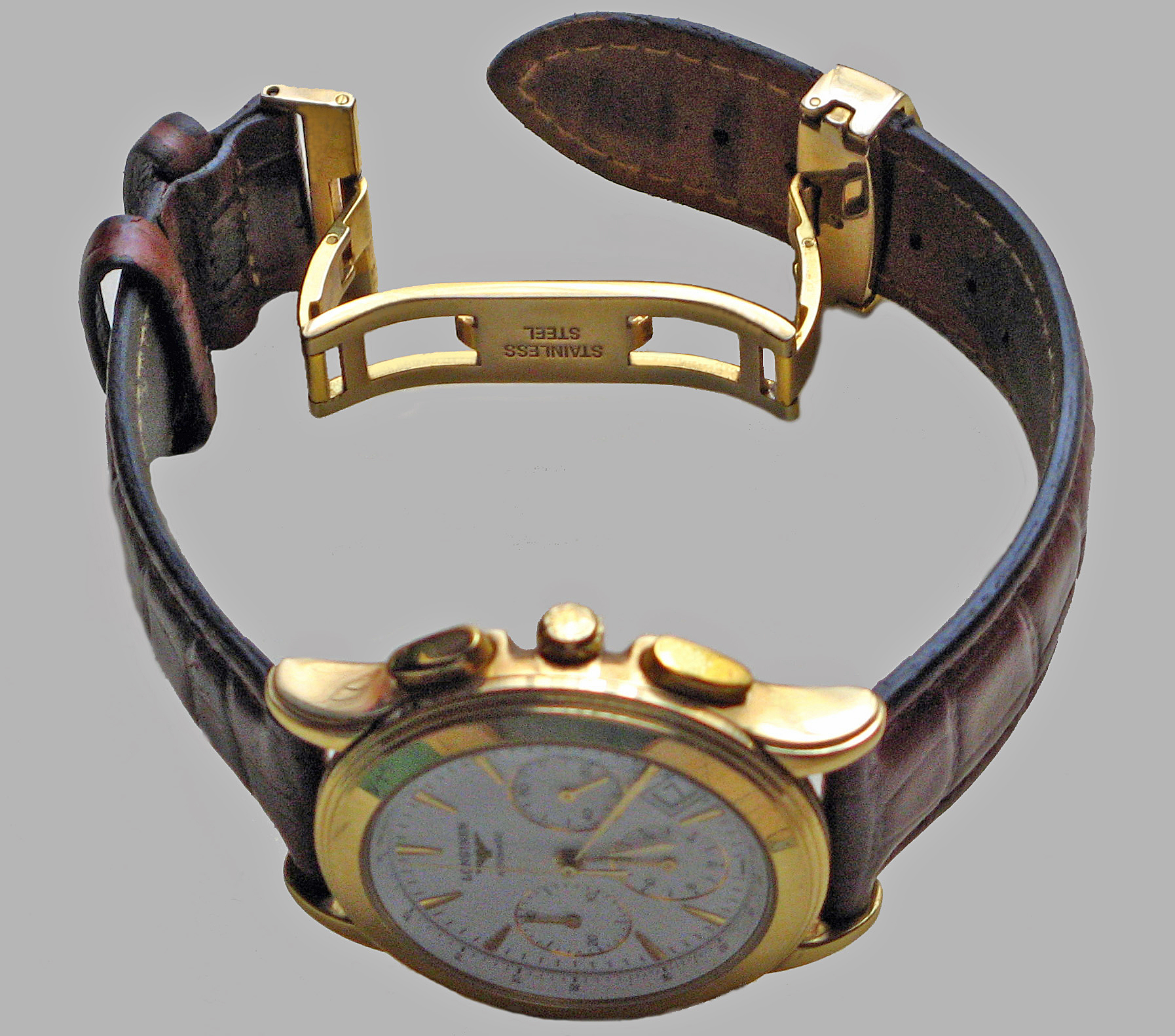
皮革表带

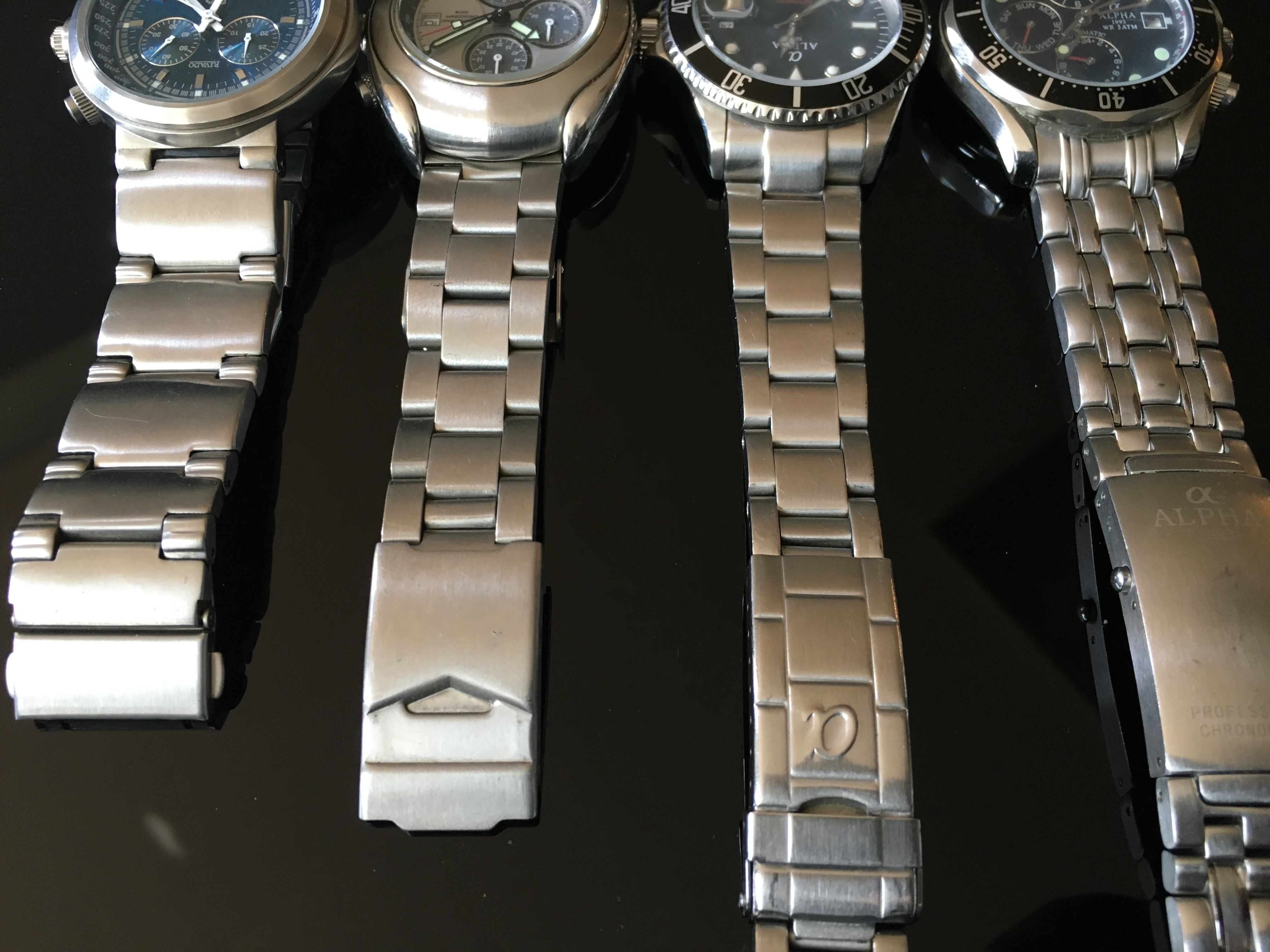
四款男士腕表，配有多种款式的不锈钢表带

表带是手表上的一個部位，它與手镯有些类似。手表通过表带绑在手腕上。 表带可以由皮革、塑料、聚氨酯、矽氧樹脂、天然橡胶、纺织品或金属、貴金屬等材料制成。一些金属表带可能有贵金属镀层。表带兼具实用和装饰功能。
一些含有金属部件的表带有时可能会讓易感人群出現接觸性皮炎。 患有此类皮炎的人可以佩戴防过敏表带，這樣可以保护皮肤免受金属部件的伤害。